# Postamt Niederndodeleben

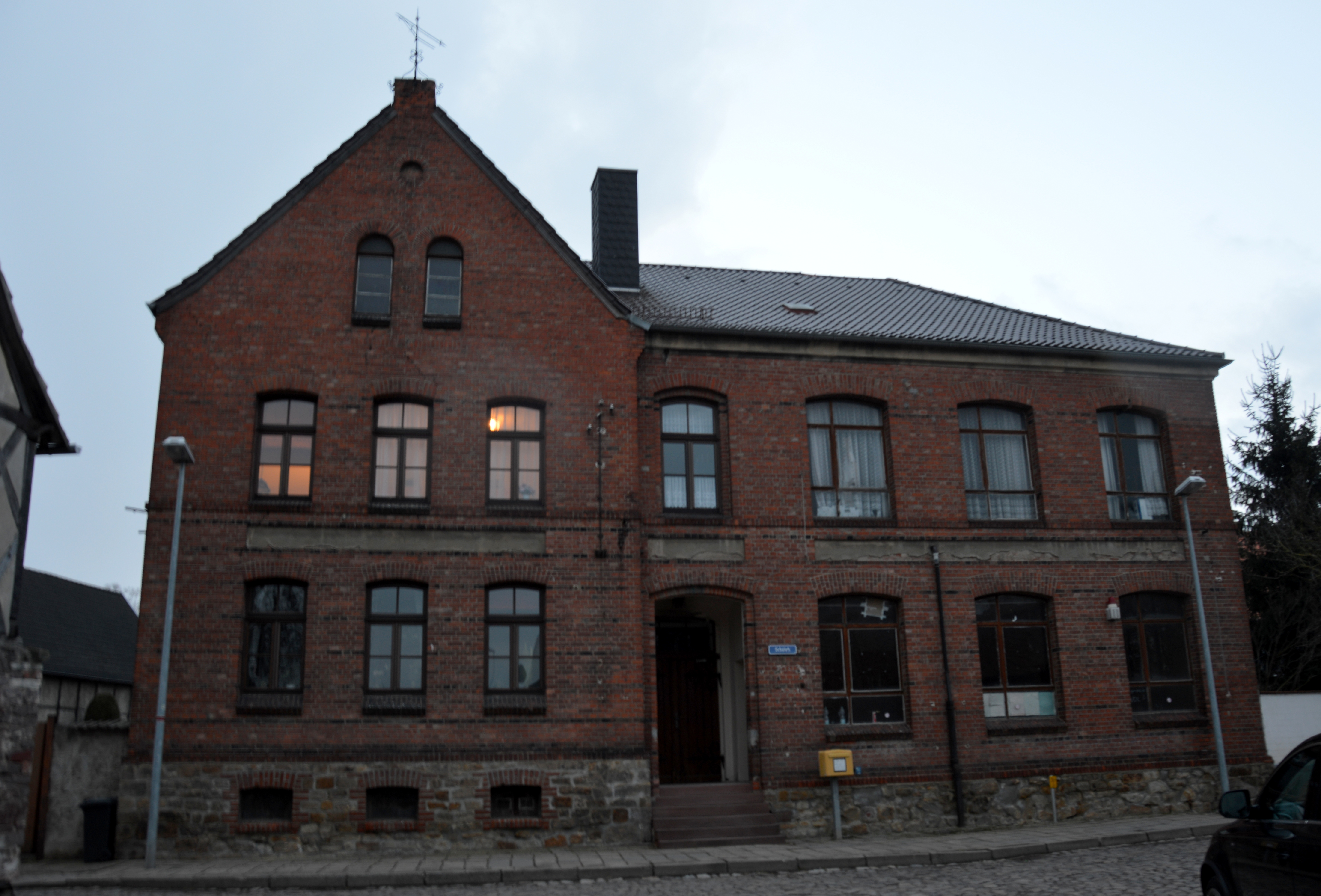
Postamt Niederndodeleben

Das Postamt Niederndodeleben ist ein denkmalgeschütztes Gebäude in der Gemeinde Hohe Börde in Sachsen-Anhalt.

## Lage
Es befindet sich im Ortsteil Niederndodeleben an der Einmündung der Schulstraße auf die Straße Berendseen an der Adresse Schulstraße 1. Gegenüber befindet sich das gleichfalls denkmalgeschützte Gebäude Schulstraße 2.

## Architektur und Geschichte
Das einfach gestaltete zweigeschossige Gebäude wurde im Jahr 1910 als Dorfschule errichtet. Der siebenachsige Backsteinbau hat vor seinem westlichen Teil einen weit vorragenden dreiachsigen, mit einem Giebel versehenen Seitenrisalit. Später befand sich im Gebäude ein Postamt. Derzeit wird der Bau als Wohnhaus genutzt.
Das Haus gilt aufgrund seiner Lage als städtebaulich bedeutsam.
Im Denkmalverzeichnis des Landes Sachsen-Anhalt ist das Gebäude unter der Erfassungsnummer 094 75389 als Schule eingetragen.